# Dornot
Dornot era una población y comuna francesa, situada en la región de Lorena, departamento de Mosela, en el distrito de Metz y cantón de Las Laderas de Mosela, que el uno de enero de 2016 se unió a la comuna de Ancy-sur-Moselle formando la nueva comuna de Ancy-Dornot, y pasando a ser una comuna delegada de la misma.

## Demografía
| 209 | 195 | 200 | 179 | 181 | 186 | 191 | 189 |
| Para los censos de 1962 a 1999 la población legal corresponde a la población sin duplicidades (Fuente: INSEE [Consultar]) |     |     |     |     |     |     |     |